# Badri Maissuradse

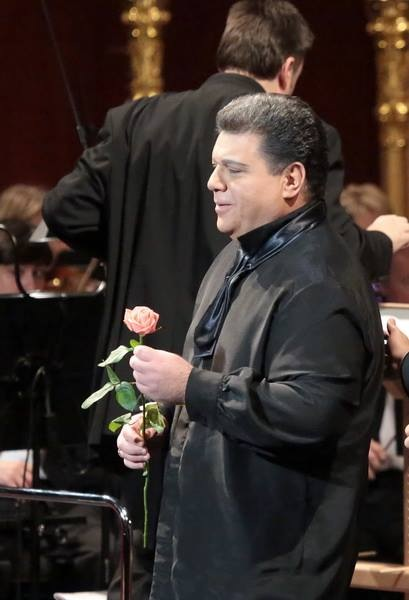
Badri Maissuradse

Badri Maissuradse, englisch Badri Maisuradze (georgisch ბადრი მაისურაძე; * 13. November 1966 in Tiflis) ist ein georgischer Opernsänger (Tenor) und Schauspieler. 
Maissuradse ist ein dramatischer Tenor im Moskauer Bolschoi-Theater. Seine bekanntesten Rollen sind die des Radames in Aida, des Mazeppa, des Cavaradossi in Tosca, des Otello und andere. 